# Bobruk
Bobruk je priimek več oseb:
- Sergej Antonovič Bobruk, sovjetski general
- Aimee Bobruk, pevka